# حزقيال خوسيه لوكاس
حزقيال خوسيه لوكاس (بالإسبانية: Juan José Lucas)‏ هو سياسي إسباني، ولد في 10 مايو 1944 في وخشمة في إسبانيا. حزبياً، نشط في حزب الشعب.

## مناصب
- في الانتخابات العامة الإسبانية 1989 [الإنجليزية]‏، انتخب عضو مجلس النواب الإسباني  [لغات أخرى]‏ عن دائرة Soria (Congress of Deputies constituency) [الإنجليزية]‏ خلال فترته النيابية  [لغات أخرى]‏ (13 نوفمبر 1989 – 20 يونيو 1991).
- في الانتخابات العمومية الإسبانية 1986 [الإنجليزية]‏، انتخب عضو مجلس النواب الإسباني  [لغات أخرى]‏ عن دائرة Soria (Congress of Deputies constituency) [الإنجليزية]‏ خلال فترته النيابية  [لغات أخرى]‏ (8 يوليو 1986 – 8 سبتمبر 1987).
- انتخب وزير الرئاسة  [لغات أخرى]‏ (27 فبراير 2001 – 10 يوليو 2002).
- انتخب  (1985 – 1986).
- انتخب President of the Senate of Spain [الإنجليزية]‏ (22 أكتوبر 2002 – 1 أبريل 2004).
- انتخب President of the Regional Government of Castile and León [الإنجليزية]‏ (5 يوليو 1991 – 27 فبراير 2001).
- انتخب Member of the Cortes of Castile and León  [لغات أخرى]‏ عن دائرة Soria (Congress of Deputies constituency) [الإنجليزية]‏ (1991 – 2001).
- انتخب عضو مجلس الشيوخ الإسباني  [لغات أخرى]‏ (22 مارس 2002 – ).